# Рачков, Павел Акимович
Павел Акимович Рачков (22 июня 1923 — 9 декабря 1947) — участник Великой Отечественной войны, командир эскадрильи 955-го штурмового Рижского авиационного полка 305-й штурмовой авиационной дивизии 9-го штурмового авиационного корпуса 15-й воздушной армии 2-го Прибалтийского фронта, капитан, Герой Советского Союза.

## Биография
Родился 22 июня 1923 года в деревне Малое Кузьминское (ныне Кольчугинский район Владимирской области) в семье рабочего. Окончил среднюю школу и два с половиной курса педагогического училища в 1941 году.
В Красной Армии с июля 1941 года. В июле 1942 года окончил Молотовскую военную авиационную школу пилотов (ныне город Пермь). До лета 1943 года служил лётчиком в 5-м запасном авиационном полку Приволжского военного округа.
На фронте с июля 1943 года. Был лётчиком, командиром звена и эскадрильи. Воевал на Юго-Западном, 3-м Украинском, 3-м и 2-м Прибалтийских фронтах. Член ВКП(б) с 1944 года. Участвовал в Барвенково-Лозовской, Днепропетровской, Никопольско-Криворожской, Одесской операциях, в освобождении Прибалтики, в том числе городов Рига, Приекуле, Либава (Лиепая).
Командир эскадрильи 955-го штурмового авиаполка капитан Рачков к марту 1945 года совершил 123 боевых вылета, из них 55 — в качестве ведущего групп 6-8 самолётов, нанёс противнику большой урон в живой силе и боевой технике. В Прибалтике его эскадрилья совершила 150 боевых вылетов и за свою боевую работу получила 17 благодарностей от высшего командования.
Указом Президиума Верховного Совета СССР от 18 августа 1945 года за образцовое выполнение боевых заданий командования на фронте борьбы с немецко-фашистскими захватчиками и проявленные при этом мужество и героизм капитану Рачкову Павлу Акимовичу присвоено звание Героя Советского Союза с вручением ордена Ленина и медали «Золотая Звезда» (№ 8632).
После войны продолжал службу на должности командира эскадрильи 165-го гвардейского штурмового авиационного полка. В июле 1947 года в качестве лётчика-инструктора перешёл в авиачасть Центрального спортивного общества СССР (ЦСО СССР) с оставлением в военных кадрах.
Погиб 9 декабря 1947 года при исполнении служебных обязанностей. Похоронен в Таллине, на Военном кладбище.

## Память
- В честь героя названы улицы в городах Юрьев-Польский и Кстово, в селе Большое-Кузьминское и посёлке Бавлены.
- Бавленская средняя общеобразовательная школа носит имя Героя Советского Союза П. А. Рачкова[3]. На здании школы Российским военно-историческим обществом установлена мемориальная доска.
- Мемориальная доска в честь П. А. Рачкова установлена в городе Юрьев-Польскийпо адресу: Советская площадь, 5[4].
- Имя Героя Советского Союза П. А. Рачкова увековечено на мемориальном комплексе «Кольчугинцы — Герои Советского Союза» в городе Кольчугино Владимирской области (площадь Ленина)[5].

## Награды
- Медаль «Золотая Звезда» Героя Советского Союза (18.08.1945);
- орден Ленина (18.08.1945);
- три ордена Красного Знамени (25.10.1943; 30.01.1944; 15.01.1945)
- два ордена Отечественной войны I степени (30.05.1944; 11.05.1945);
- орден Отечественной войны II степени (17.01.1944);
- медали.